# اسپنسر پرسوال
اسپنسر پرسوال (انگلیسی: Spencer Perceval; ۱ نوامبر ۱۷۶۲ – ۱۱ مهٔ ۱۸۱۲) سیاست‌مدار و نخست‌وزیر بریتانیا بود.
وی از اکتبر ۱۸۰۹ تا مه ۱۸۱۲ نخست‌وزیر بریتانیا بوده، پرسوال همچنین رئیس خزانه و نماینده مجلس بریتانیا نیز بوده‌است. وی در ۱۱ مه ۱۸۱۲ ترور شد.